# Heaviside (cràter marcià)
|  | No s'ha de confondre amb el cràter lunar Heaviside (cràter). |

Heaviside és un cràter d'impacte situat en el quadrangle Mare Australe de Mart. Les seves coordenades són 70.7°S de latitud i 95.3°O de longitud. Té 87,4 km de diàmetre i va ser anomenat en memòria del físic i matemàtic britànic Oliver Heaviside (1850-1925); la denominació fou aprovada el 1973 per la Unió Astronòmica Internacional (UAI).

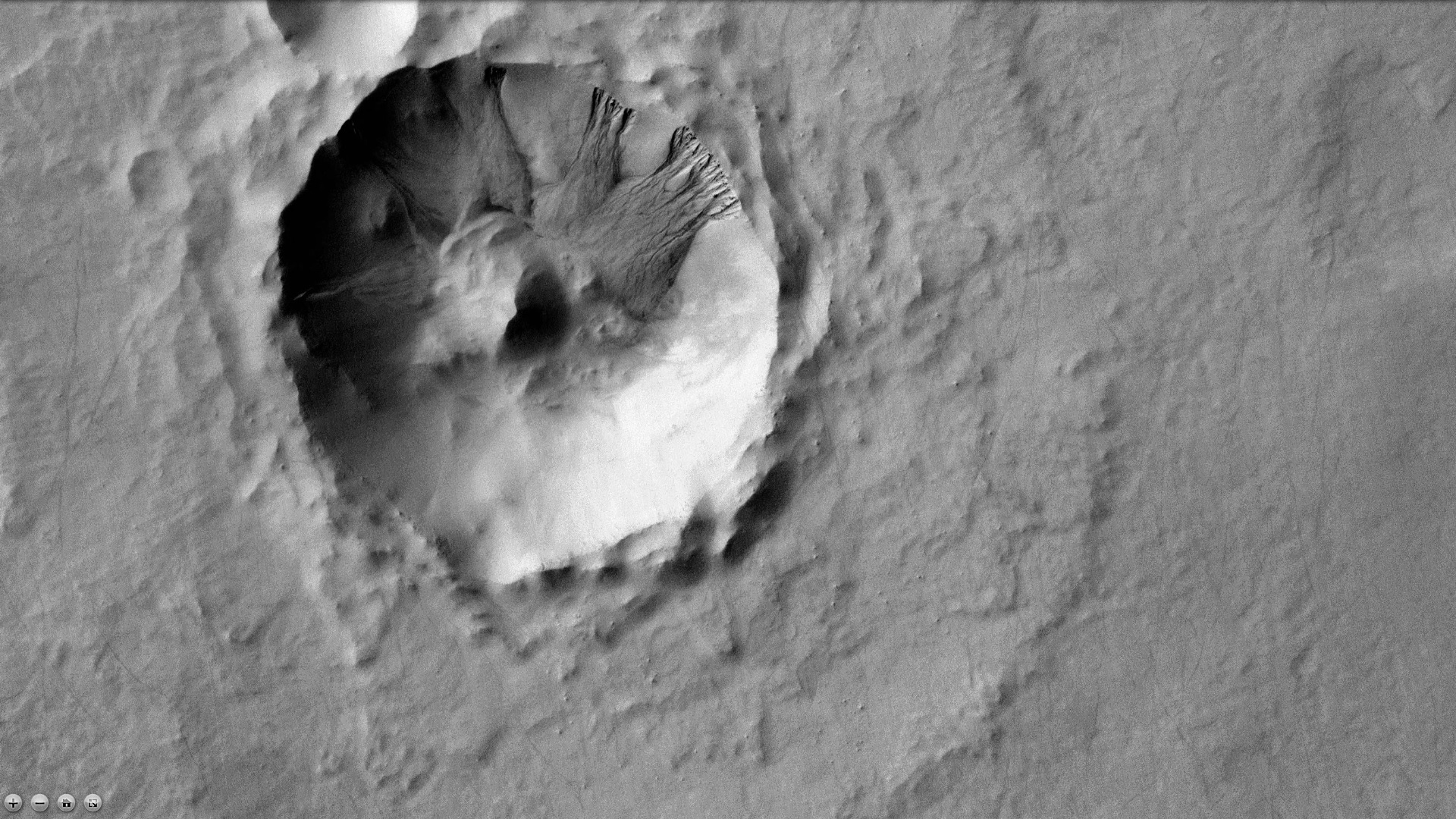
Llits en un cràter situat a l'interior de Heaviside (Imatge de la càmera CTX a bord del Mars Reconnaissance Orbiter). Nota: ampliació de la imatge esquerra.